# Dan Joyce
Dan Joyce, właściwie Daniel Joyce  (ur. 2 czerwca 1976 w Londynie) – angielski aktor i osobowość telewizyjna. Był jedną z czterech głównych postaci emitowanego w MTV brytyjskiego programu telewizyjnego Dirty Sanchez.